# مايكل سورينتينو
مايكل بول سورينتينو هو شخصية تلفزيونية أمريكية (ولد في 4 يوليو 1982) ،  واشتهر بلقب ذا ستيويشن، ظهر مايكل في جميع المواسم الستة لبرنامج MTV الواقعي جيرسي شور من عام 2009 حتى عام 2012 وعاد إلى سلسلة في برنامج Jersey Shore: Family Vacation .

## النشأة
وُلِد سورينتينو في حي جزيرة ستاتن في نيويورك ونشأ في بلدة مانالابان في نيو جيرسي ،  وتخرج من مدرسة مانالابان الثانوية في عام 1999. 
وحصل بعد ذلك على درجة الزمالة من كلية المجتمع بروكديل  والتحق بعدها بجامعة كين وجامعة مونماوث . 

## الحياة المهنية

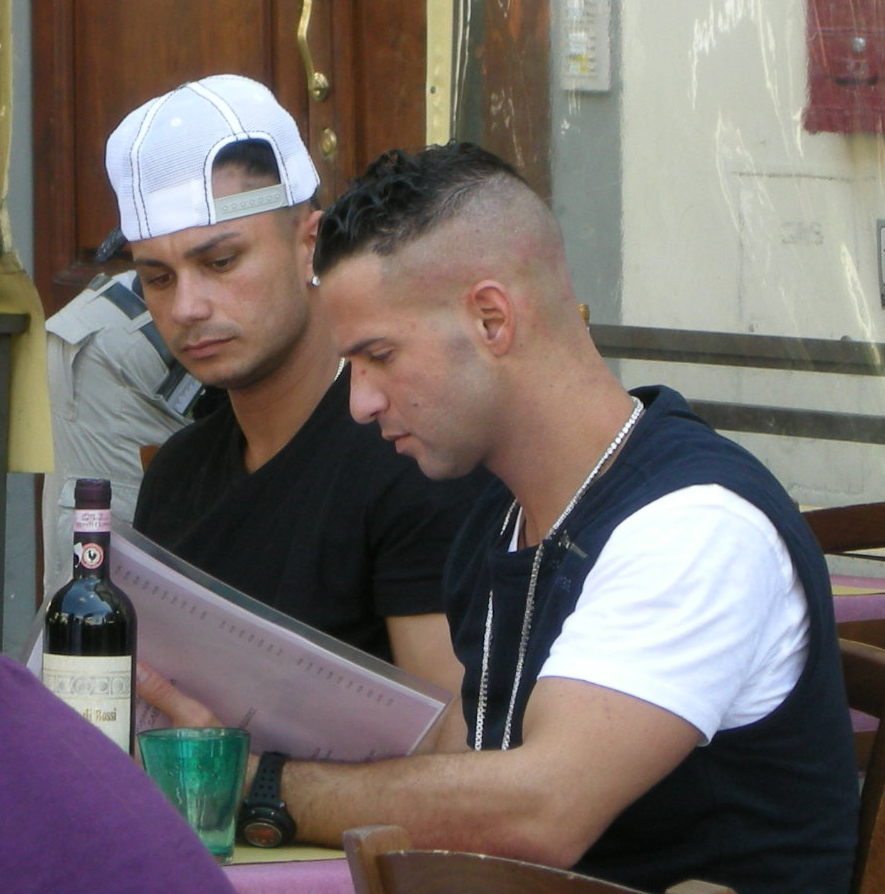
سورينتينو (يمين) مع عضو فريق جيرسي شور بولي دي ، 2011

كان لسورينتينو دورًا في برنامج Jersey Shore الذي استمر من 2009 إلى 2012. منذ ظهوره البرنامج ، ظهر سورينتينو كضيف في عدة مسلسلات بما فيها: The Howard Stern Show و The Tonight Show مع Conan O'Brien و The Jay Leno Show و Lopez Tonight و SportsNation و Chelsea Lately و The Ellen DeGeneres Show و Conan .